# Лю Жуйтин, Фаддей
 Фаддей Лю Жуйтин  (кит.  劉瑞庭 達陡, 1773 г., Цюнлай, провинция Сычуань, Империя Цин — 30.11.1823 г., Цюйсянь, провинция Сычуань, Империя Цин) — святой Римско-Католической Церкви, священник, мученик.

## Биография
Фаддей Лю Жуйтин родился в 1773 году в католической семье. Когда Фаддею Лю Жуйтину было два года, его отец покинул семью и мальчик жил вместе с матерью в крайней нищете до её вторичного замужества. После смерти матери и отчима Фаддей Лю Жуйтин решил стать помощником католического священника, который стал его учить латинскому языку в надежде, что тот станет священником. Через некоторое время Фаддей Лю Жуйтин был направлен в семинарию. В 1807 году, в возрасте 34 лет, Фаддей Лю Жуйтин был рукоположен в священника епископом Жаном Дюфрессом, после чего он стал заниматься миссионерской деятельностью в северо-восточной части провинции Сычуань.
В 1736 году император Канси издал закон, устанавливавший смертную казнь за проповедь и исповедование католичества. Наиболее активные преследования католиков происходили в 1747—1748 и 1784—1821 годах. В 1821 году Фаддей Лю Жуйтин был арестован по доносу за служение подпольной мессы вместе с тридцатью другими католиками, которые присутствовали на католическом богослужении. После двух лет заключения в тюрьме, Фаддей Лю Жуйтин был обвинён в государственной измене и подвергнут жестоким пыткам. 30 ноября 1823 года Фаддей Лю Жуйтин был казнён через удушение.

## Прославление
Фаддей Лю Жуйтин был беатифицирован 27 мая 1900 года Римским папой Львом XIII и канонизирован 1 октября 2000 года Римским папой Иоанном Павлом II в группе 120 китайских мучеников.
День памяти — 9 июля.

## Источник
- * George G. Christian OP, Augustine Zhao Rong and Companions, Martyrs of China, 2005, стр. 53 (недоступная ссылка)  (англ.)